# Metropolis (Comic)

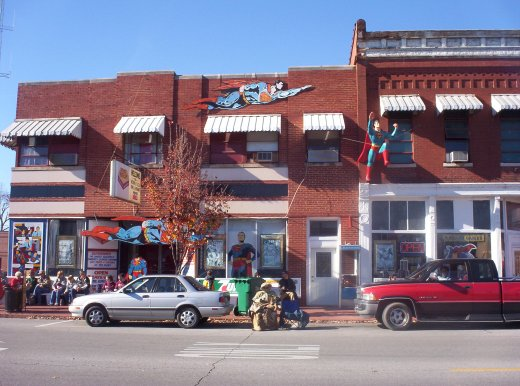
Das Superman-Museum in Metropolis, Illinois

Metropolis ist der Name einer fiktiven Großstadt im DC-Universum, dem Schauplatz der von dem US-amerikanischen Comicverlag DC Comics produzierten Comicserien. Der Ort an der Ostküste der Vereinigten Staaten ist vor allem bekannt als Heimat des Superhelden Superman, dessen Abenteuer zu einem überwiegenden Teil in Metropolis spielen.

## Hintergrund
Metropolis wurde erstmals in dem Comicheft Action Comics #16 von 1939 namentlich erwähnt. Zuvor war der Schauplatz der Superman-Geschichten eine namenlose Großstadt gewesen, von der es aber offensichtlich war, dass es sich bei ihr um New York City handeln soll.
Nachdem Supermans Heimatstadt nun bereits namentlich eine eigene, von New York geschiedene, Identität erhalten hatte, machten sich die Superman-Schöpfer Jerry Siegel und Joe Shuster daran, ihr auch anderweitig ein eigenes Profil zu geben. Joe Shuster, der Teile seiner Kindheit im kanadischen Toronto verbracht hatte, ließ sich bei der weiteren Gestaltung der Skyline von Metropolis von der Stadt seiner Kindheit leiten, die er – zumindest punktuell – in seinen Zeichnungen von Metropolis nachempfand.
Innerhalb des DC-Universums nimmt Metropolis allerdings faktisch die Rolle einer „heimlichen Welthauptstadt“ ein, die New York City häufig in der realen Welt zugeschrieben wird. Trotzdem existiert New York City innerhalb des DC-Universums auch als eine eigene Stadt.
Die stadtplanerische Gliederung von Metropolis weist große Ähnlichkeit mit New York auf. Wie New York ist Metropolis in fünf Stadtteile gegliedert, in deren Mittelpunkt ein Inselstadtteil (Manhattan bzw. New Troy) als Herz der Stadt steht. New York besitzt, wie Metropolis, einen großen Park, der als „grüne Lunge“ für die Großstädter dient (Central Park bzw. Centennial Park), und der Stadtkern ist durch die Dominanz von Hochhäusern geprägt. Und während New York City weithin als Big Apple („Großer Apfel“) bekannt ist, führt Metropolis den Spitznamen Big Appricot („Große Aprikose“).
Weitere Städte von denen Anleihen für Metropolis gemacht wurden, sind die US-amerikanischen Orte Washington, D.C. und Boston sowie das kanadische Montreal.
Außerdem wird von den Machern der Superman-Geschichten traditionell versucht, eine enge Verbindung zwischen Metropolis – als der Heimat von Superman als einem der Flaggschiffe des DC-Verlages – und Gotham City – als der Heimat von Batman, als dem zweiten – herzustellen. In den 70er Jahren wurden, in Anlehnung an die erwähnte Idee der Zwillingsstädte, beide als gegensätzliche Hälften beschrieben, so hieß es Metropolis sei eine „Cinderella City“ während Gotham die „hässliche Stiefschwester“ sei. In ähnlicher Weise deutete Frank Miller in den 1980er Jahren Metropolis als New York City bei Tag und Gotham City als New York City bei Nacht. Dennis O’Neil verglich Metropolis und Gotham indessen mit New York aufwärts und abwärts der 14. Straße.

## Geographische Lage
Wie bei den meisten Städten im DC-Universum wurde auch die genaue geographische Lage von Metropolis nie benannt. Es wurden jedoch diverse Andeutungen gemacht, die aber verschiedene Lagen nahelegen.
In den früheren DC-Comics, d. h. der Zeit vor dem Neustart sämtlicher Serien im Verlagsprogramm 1986 (siehe dazu Crisis on Infinite Earths), wurde häufig angegeben, dass Metropolis sich nahe der ebenfalls fiktiven Kleinstadt Smallville befände. Da Smallville in der Regel im US-Bundesstaat Kansas verortet wird, hätte Metropolis sich zu dieser Zeit logischerweise ebenfalls in Kansas oder in einem der angrenzenden Nachbarstaaten befinden müssen. Diese Angabe wurde jedoch dadurch fraglich, dass Metropolis bereits damals in der Nähe einer Küste oder zumindest einer großen Wasserfläche platziert wurde, wie sie im realen Kansas – einem Great-Plain-Staat – nicht zu finden ist.
Häufig wird zudem die Nachbarschaft von Metropolis und Gotham City vermerkt. Dabei schwankt die räumliche Distanz zwischen beiden Städten von einigen hundert Kilometern bis zu einer unmittelbaren Angrenzung als Zwillingsstädte, die nur durch eine Bucht oder einen See voneinander getrennt sind.
Des Weiteren wird auch häufig eine Lage in der Nähe von New York City impliziert. Manchmal wird sogar angedeutet, dass Metropolis im DC-Universum just jenen (geographischen) Raum im Osten des US-Bundesstaates New York einnehme, an dem sich in der wahren Welt New York City befindet. Im Juni 1976 in US-Superman #300 wird die Northeast megalopolis von Boston über New York City bis Washington („Bosnywash“) als „Metropolis“ bezeichnet. Im Gegensatz dazu steht allerdings der bereits vermerkte Umstand, dass New York City im DC-Universum unabhängig von Metropolis als eigene Stadt existiert.
Über den Bundesstaat, in dem Metropolis liegt, bestehende verschiedene Angaben: Mal ist es New York, mal New Jersey und mal Delaware. Einigkeit scheint – seit dem Neustart der DC-Comics von 1986, die mit der „Kansas-Theorie“ aufräumten – lediglich über die Lage Metropolis an der US-amerikanischen Ostküste zu bestehen.

## Fiktive Geschichte
Der One-Shot Superman: Y2K vom Dezember 2000 enthält Details der Stadtgeschichte von Metropolis. Die Chronik der Stadt, die aus der Warte der Familie Luthor erzählt wird, ist eng an die von New York City angelehnt.
In dieser Version wurde Metropolis als Kolonie der Pilgerväter gegründet. Nachdem die Ur-Kolonie durch eine Brandkatastrophe – hier wird zwischen den Zeilen angedeutet, dass diese durch einen Meteoriteneinschlag verursacht wurde – zerstört worden sei, hätten die überlebenden Siedler ihre Stadt, gemeinsam mit den Angehörigen eines örtlichen Indianerstamms, deren Häuptling ein Vorfahr von Lex Luthor gewesen sei, neu gegründet.
In den 1880er Jahren sei die Stadt Schauplatz gewaltsamer ethnischer Auseinandersetzungen zwischen irischstämmigen und angelsächsischen Bewohnern gewesen. Am Vorabend des Ersten Weltkrieges sei die Stadt zu einem Zentrum der Stahlindustrie der Vereinigten Staaten und zu einem der Hauptlieferanten des Stahls für den Krieg geworden.
Während der Weltwirtschaftskrise sei Metropolis durch schwere Verheerungen der ökonomischen Zerrüttung der Zeit heimgesucht worden. Die Verarmung weiter Teile der Bevölkerung sei dabei derart schwer gewesen, dass einige Viertel der Stadt, so der Suicide Slum, sich bis in die Gegenwart der Superman-Abenteuer nicht von den Folgen hätten erholen können.
Im Jahr 2000 wird die Stadt, die sich selbst als „Stadt von Morgen“ bezeichnet, schließlich auch im wahrsten Sinne des Wortes in eine Stadt der Zukunft, verwandelt, als der Zeitreisende Brainiac 13 sie am Silvesterabend des Jahres 1999 mit seiner futuristischen Technologie binnen weniger Stunden in eine Stadt nach dem Vorbild der Städte aus seiner Zeit transformiert. Diese technische Wunderleistung vollbringt Brainiac, indem er die Bausubstanz der Stadt mit einer Art positivem Computervirus infiziert, der alle Gebäude und ihre Einrichtung in kürzester Zeit technisch aufgewertet. Normale Hochhäuser wurden so zu von Technik durchsetzten Metall- und Glaskolossen, von per Hand zu öffnende Türen zu Elektrotüren nach dem Vorbild in Raumschifffilmen wie Star Trek, normale Inneneinrichtung zu elaborierten, selbstdenkenden, den Bewohnern alle Hausarbeiten selbstständig abnehmenden High-Tech-Einrichtungen etc.

## Stadtplan
Im Laufe der Jahrzehnte hat DC einen relativ festen Stadtplan von Supermans fiktiver Heimatstadt entwickelt, der in Comics (Metropolis Secret Files) und Handbüchern (The World of Superman) offiziell gemacht wurde. Änderungen sind dabei – entsprechend den Gesetzen des Mediums Comics – niemals ausgeschlossen.
Innerhalb der Comics fällt zudem die Veränderbarkeit der Skyline der Stadt, insbesondere der Hochhausgebäude auf: Bei Blicken auf die Stadt in Panoramabildern oder aus Bildern aus der Vogelperspektive fällt auf, dass die drei markantesten Hochhäuser (der LexCorp-Tower, das WGBS-Gebäude und das Daily-Planet-Gebäude) dazu neigen, ihre Lage innerhalb der Stadt von einem Heft zum anderen zu wechseln und verschiedene Standorte innerhalb der Stadt oder in der Anordnung zueinander einzunehmen. Dies ist oft der Nachlässigkeit des ausführenden Zeichners sowie dem Umstand zuzuschreiben, dass die Autoren der Superman-Comics sich vor allem um handlungsmäßige Konsistenz der Serien kümmern und dabei die geographische Kontinuität weniger beachtet wird.

### Stadtviertel und Gebiete
Ähnlich wie New York City besteht Metropolis aus fünf Distrikten, von denen das größte der Bezirk New Troy ist. Jeder dieser Distrikte besitzt seinen eigenen Charakter, wobei jeder in irgendeiner Weise einen Teil von New York City nachahmt bzw. einem ähnelt (insbesondere Bronx, Brooklyn, Manhattan und Queens).
- Bakerline: Ein Stadtviertel im Norden der Stadt, nördlich der Hauptinsel New Troy.
- Hell’s Gate
- New Troy: New Troy ist der zentrale und größte Stadtteil von Metropolis. Wie Manhattan in New York befindet sich New Troy auf einer Insel, die durch zwei Flüsse – dem Hobb’s River und dem West River (anders bei New York mit dem Hudson River und dem East River) – von den übrigen Stadtbezirken getrennt wird.
  - Chinatown: Das Viertel mit einem großen Anteil chinesischer Einwanderer, wie es eines in New York City gibt.
  - Financial District: Finanzdistrikt, entspricht der Wall Street in New York.
  - Hypersector
  - Little Bohemia: Entspricht dem Greenwich Village in New York, d. h. es handelt sich um das Künstlerviertel von Metropolis.
  - Suicide Slum: Das Armenviertel der Stadt.
- Park Ridge
- Queensland Park
- St. Martin’s Island

### Straßen und Plätze
- Glenmorgan Square: Ein dem New Yorker Times Square ähnelnder zentraler Platz im Stadtviertel New Troy. Der Glenmorgan Square ist ein Verkehrsknotenpunkt, der durch seine zahlreichen hell glitzernden elektronischen Werbefassaden (erleuchtete Plakate, Monitore mit Laufschriften und -bildern etc.) auffällt.
- Planet Square: Der Vorplatz des Daily-Planet-Gebäudes.

### Wiederkehrende Schauplätze

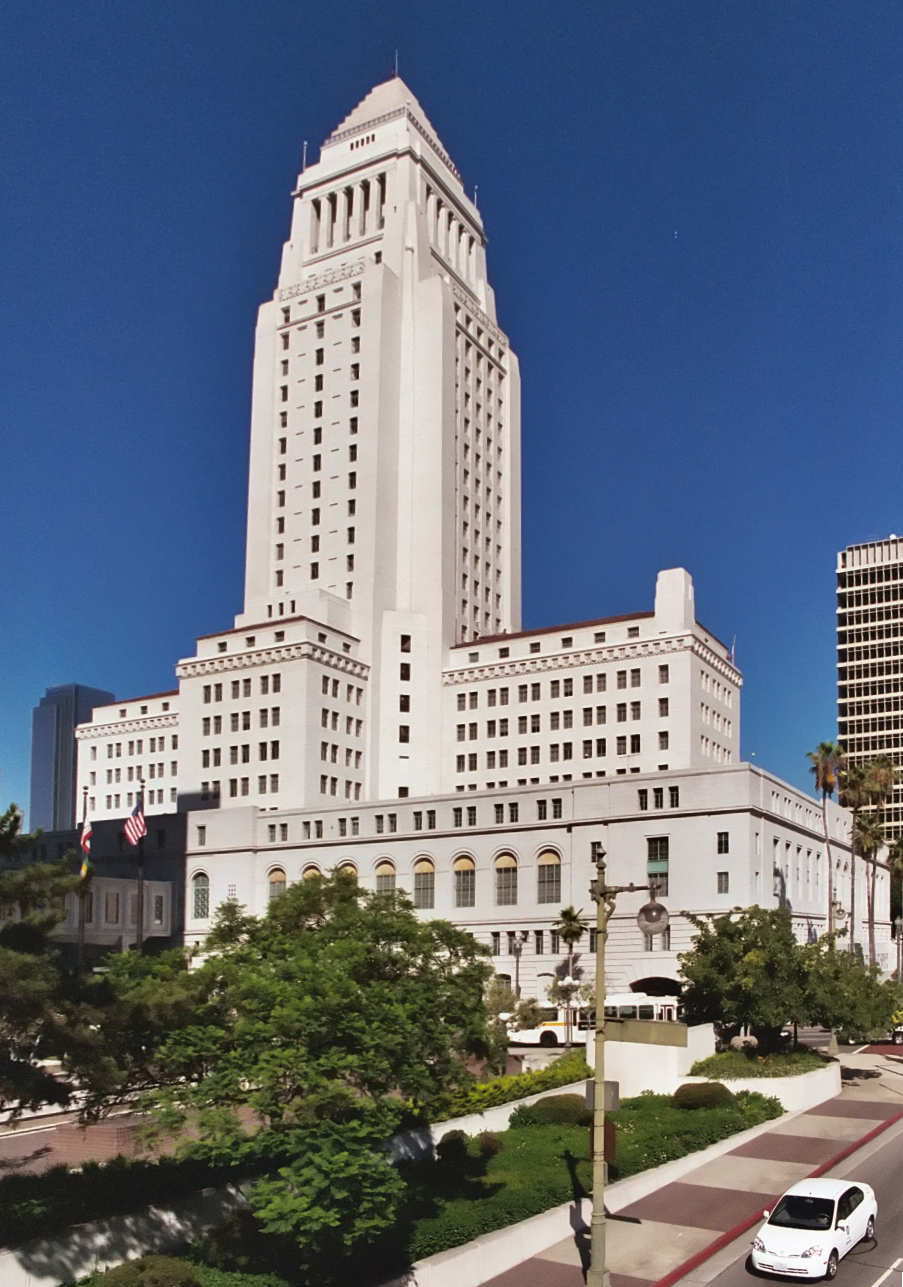
Das Rathaus von Los Angeles fungierte in der Fernsehserie Adventures of Superman (dt. Superman – Retter in der Not) als Kulisse für das Daily-Planet-Gebäude

- Ace O’Clubs: Die Kneipe des Ex-Boxers Bibbo Bibbowski im Suicide Slum im Norden von New Troy. Bibbowski, der Supermans selbsternannter größter Fan ist, kauft dieses heruntergekommene Etablissement, nachdem er zufällig ein treffendes Lotterielos findet, von seinem Gewinn, um den Bewohnern des Elendsviertels als spendierfreudiger Wirt etwas Gutes zu tun. In „seinem Laden“ bewirtet Bibbowski eine Klientel, die vor allem aus Rockern, Obdachlosen und Abenteurern besteht. Zu den Stammgästen zählen neben Clark Kent auch die Superman-Nebenfiguren Jimmy Olsen und Scorn. Superman selbst verschlägt es im Zuge seiner Einsätze öfter in die Kneipe.
- Appartement Kent-Lane: Das Apartment, das Lois Lane und Clark Kent seit ihrer Heirat in dem Heft Superman: The Wedding Album von 1996 bewohnen, befindet sich in New Troy in der 1938 Sullivan Street.[4] Das Apartment wird ihnen in diesem Heft von Kents Freund Bruce Wayne (Batman), dem das Gebäude gehört, zum Geschenk gemacht.
- Big Belly Burgers: Eine Fast-Food-Kette, die ihren Sitz und zahlreiche Filialen in Metropolis hat und die im Superman-Universum häufiger vorkommt. Die Kette befindet sich im Besitz von LexCorp und verkauft insbesondere ihr Markenzeichen, übergroße Hamburger. Daneben zählen zu ihren Spezialitäten Pommes frites und Milchshakes. Das Maskottchen der Firma ist Big Belly, ein grinsender, bärtiger Mann, dessen Antlitz die Fassaden der Restaurants und die Verpackungen von Big Belly Burgers ziert. Jimmy Olsen und Perry White haben einmal als Werbeträger der Firma gearbeitet (US-Superman Secret Files & Origins #2) und der schurkische Magier Mr. Mxyzptlk hat eine der „Big Belly“-Statuen einmal für einen Kampf gegen Superman zum Leben erweckt.
- Centennial Park: Ein dem New Yorker Central Park ähnelnder großer Park im Stadtviertel New Troy. Der Park umfasst große Rasenflächen, eine Freilichtbühne sowie zwei goldene Statuen von Superman und Superboy/Kon-El. Die Superman-Statue wurde in der Storyline „Funeral for a Friend“ von 1993 anlässlich des vermeintlichen Todes von Superman errichtet, die Statue von Superboy nach dessen Tod in der Infinite Crisis (2006).
- City Hall: Das Rathaus von Metropolis (in New York trägt es den gleichen Namen). Zu den Bürgermeistern der Stadt zählten in der Vergangenheit unter anderem Frank Berkowitz (Comics aus den Jahren 1986 bis 1998), den Lex Luthor in US-Superman #130 ermorden lässt, und Luthors Günstling „Buck“ Sackett (Comics ab 1998).
- Clark Kents Appartement: Bis zu seiner Heirat mit Lois Lane in dem Comic Superman: The Wedding Album von 1996 bewohnte Clark Kent in den Superman-Comics traditionell ein Apartment (Apt. #3B) in der 344 Clinton Street.
- Daily Planet Building: Das Daily-Planet-Gebäude beherbergt die Redaktion der Tageszeitung The Daily Planet, für die Supermans Alter Ego Clark Kent als Reporter arbeitet. Mit einem riesigen Globus, dem Namenspatron und Markenzeichen der Zeitung, der auf dem Dach des Hochhausgebäudes ruht, ist eines der auffälligsten Gebäude in der Skyline von Metropolis und eines der Wahrzeichen der Stadt.
- Emperor Building: Metropolis’ Pendant zum New Yorker Empire State Building.
- Halldorf Hotel: Das Metropolis-Pendant zum Waldorf Astoria.
- Hamiltons Labor: Arbeitsplatz von Professor Emil Hamilton.
- Lacey’s Department Store: Metropolis’ Gegenstück zu New Yorks Macy’s.
- LexCorp-Tower (auch L-Tower): Das Hauptquartier des von Lex Luthor gegründeten LexCorp-Konzerns. Ursprünglich besaß der LexCorp-Tower die Gestalt eines L-förmigen Hochhauses (eine Anspielung auf die Initialen des Gründers der Firma und Bauherrn des Hochhauses). In der Y2K-Storyline von 2000 wird der LexCorp-Turm in eine dem World Trade Center ähnliche Struktur aus zwei Zwillingstürmen transformiert. Neben den Büros, Geschäftsräumen, Laboren etc. von LexCorp beherbergt das Gebäude ein riesiges Penthouse, das in den meisten Superman-Geschichten der Jahre 1986 bis 2005 (mit Unterbrechungen) von Luthor bewohnt wird. Hinzu kommen zahlreiche Geheimgänge, geheime Labore usw., die sich im ganzen Gebäude finden, und die durch Bleifarbe und -verkleidungen (wie überhaupt das ganze LexCorp-Gebäude) vor Supermans Röntgenblick abgeschirmt sind.
- Lois Lanes Appartement: Wohnung Lois Lanes bis zur Hochzeit mit Clark Kent.
- Metropolis University: Die Universität der Stadt (entspricht der New York University). Zu ihren ehemaligen Studenten zählt laut einiger Comics auch Clark Kent, der dort Journalismus studierte.
- Newstime Building: Das Redaktionsgebäude der von dem Geschäftsmann Colin Thornton herausgegebenen Wochenschrift Newstime (eine Mischung der realen Zeitschriften Newsweek und Time). Das Newstime-Gebäude, eine klassizistische Struktur im Chicagoer Stil, befindet sich wie die Zeitschrift im Besitz Thorntons (hinter dem sich der Dämon Lord Satanus verbirgt).
- Spiffany’s Jewelry Store: Metropolis’ Äquivalent zu New Yorks Tiffany & Co.
- Sportstätten: Stadien und sonstiges Vereinsgelände diverser örtlicher Vereine. Zu den Sportteams von Metropolis zählen die Metropolis Monarchs und die Metropolis Meteors (Baseballmannschaften), sowie die Metropolis Sharks und die Metropolis Metros (Footballteams), des Weiteren die Hockeymannschaft Metropolis Mammoths und das Basketballteam Metropolis Generals.
- Stacey’s Department Store
- S.T.A.R. Labs: Eine futuristische Forschungseinrichtung, die ihren Hauptsitz in Metropolis hat. S.T.A.R. fertigt moderne technische Gerätschaften an und erforscht Metawesen, d. h. Wesen mit übermenschlichen Fähigkeiten. Zu diesem Zweck werden bei S.T.A.R. zahlreiche Experimente an Menschen und anderen Kreaturen durchgeführt, die häufig nicht wie gewünscht verlaufen. Das Ergebnis ist die Erschaffung neuer Bedrohungen, mit denen Superman dann fertig werden muss – so etwa im Falle des Schurken Atomic Skull, der bei einem „Forschungsunfall“ bei S.T.A.R. entsteht. Zu den Mitarbeitern von S.T.A.R. zählt Supermans Freundin Kitty Faulkner (die nach Unfällen gelegentlich zu der Kreatur Rampage wird) und der fragwürdige Direktor der Einrichtung, der passionierte Jäger Burton Thompson. Ein freier Mitarbeiter ist in zahlreichen Comics der 80er und 90er Professor Emil Hamilton. In den Kellern von S.T.A.R. werden zudem zahlreiche Monster gefangen gehalten, so etwa zeitweise die Kreaturen Brawl, Ripper oder ein weißfelliger Riesenaffe.
- Steelworks: Die Werkstatt von Supermans Freund John Henry Irons, die sich in einer alten Stahlgießerei befindet. Steel fertigt und wartet hier die Ausrüstung für seine eigenen Einsätze als High-Tech-Rüstung und Hammer tragender Superheld Steel sowie Ausrüstung und technische Hilfsmittel für andere Personen wie Superman oder die Spezialeinheit der Polizei von Metropolis. Die Werkstatt wird außer von ihm noch von seiner Nichte Natasha (Steel II) bewohnt. In der Vergangenheit hielt sich hier zeitweise auch der kryptonische Roboter Kelex auf.
- Stryker’s Island: Das Gefängnis von Metropolis, das sich auf einer Insel einige hundert Meter vor den Ufern von New Troy befindet. Die Anstalt ist nach ihrem Leiter Direktor Stryker benannt. Dort sind zahlreiche Superman-Gegenspieler eingesperrt.
- Superman-Museum: Ein von der Stadt zu Ehren ihres Helden errichtetes Museum, das vor allem oft in Superman-Geschichten der 1950er und 1960er Jahre als Schauplatz diente. Das Museum beherbergt zahlreiche Erinnerungsstücke von Supermans diversen Abenteuern sowie Stücke seiner kryptonischen Heimat.
- WGBS-Hochhaus: Das Hauptquartier von WGBS-TV, dem größten Fernsehsender der Stadt, dem Flaggschiff der Sendergruppe Galaxy Broadcasting System (GBS), einem Tochterunternehmen des Konglomerats Galaxy Communications. Zu den beliebten Sendungen von WGBS, die in den Superman-Comics immer wieder im Hintergrund auftauchen, zählen The Midnight Show Starring Johnny Nevada (eine Anspielung auf die The Tonight Show von Johnny Carson) und The Whitty Banter Show (eine Hommage an den Coloristen Glen Whitmore). In den Comics der 1970er und 1980er Jahre war Clark Kent für WGBS als Anchorman einer Nachrichtensendung tätig. Weitere bekannte Moderatoren des Senders sind oder waren Cathrine Grant, Jimmy Olsen („Mr. Action“), der Sportreporter Steve Lombard und Lana Lang (ebenfalls in 1970er und 80er Jahren). Zu den Senderchefs zählten u. a. Morgan und Vincent Edge.
- Wireless City Movie Theater: Gegenstück zur Radio City Music Hall in New York.

### Vororte
- Highville
- Metrodale
- Midvale: Midvale ist ein Vorort von Metropolis, der vor allem als Schauplatz zahlreicher älterer Supergirl-Geschichten der 1950er bis 1980er Jahre bekannt ist.
- Wild Area
- Zoomway

## Metropolis in der realen Welt
Im US-Bundesstaat Illinois liegt eine reale Stadt mit dem Namen Metropolis. Die Stadt hat sich selbst zur „Heimatstadt von Superman“ erklärt. Dies äußert sich u. a. in einer Superman-Statue, einem Superman-Museum und einem jährlichen Superman-Fest. Die städtische Zeitung heißt Metropolis Planet in Anlehnung an die fiktive Zeitung Daily Planet in den DC-Comics, bei der Supermans Alter Ego Clark Kent, u. a. zusammen mit Lois Lane und Jimmy Olsen für den Chefredakteur Perry White arbeitet.